# اندیس آنومالی غرب شاخ شاخ
آنومالی غرب شاخ شاخ یک اندیس فلزی است که در حوالی شهر صائین قلعه استان آذربایجان غربی قرار دارد و مادهٔ معدنی موجود در آن، طلا است.سنگ میزبان این اندیس آهک، کنگلومرا است  در این اندیس، پاراژنز‌های سینابر، باریت، مالاکیت یافت می‌شوند.